# TJ Družstevník Liptovská Štiavnica

Družstevník Liptovská Štiavnica là một câu lạc bộ bóng đá Slovakia, đến từ làng Liptovská Štiavnica. Câu lạc bộ được thành lập năm 1932.